# Z 8 Bruno Heinemann
Le Z 8 Bruno Heinemann est un destroyer de la Classe Type 1934A de la Kriegsmarine pendant la Seconde Guerre mondiale.
Le nom du navire est un hommage au korvettenkapitän Bruno Heinemann, officier sur le SMS König, tué le 5 novembre 1918 pour avoir défendu le drapeau impérial contre des mutins.

## Histoire
Le Z 8 Bruno Heinemann entre en service le 8 janvier 1938. Il entre le 6 mars dans la 6e division de destroyers. En avril 1938, il part en Norvège en même temps que le Z 5 Paul Jacobi pour essayer ses canons de 15 mm près d'Ålesund.
En août 1938, il est de la parade pour le lancement du croiseur lourd Prinz Eugen en présence de Hitler et de Horthy. En automne, il participe aux manœuvres dans la 4e flottille de destroyers.
Au début de la Seconde Guerre mondiale, le Z 8 Bruno Heinemann est en mer Baltique. Le 4 septembre 1939, tous les destroyers et les torpilleurs partent poser des mines en mer du Nord. Le chef de la 4e flottille de destroyers, le capitaine de corvette Erich Bey présent sur le Z 8 Bruno Heinemann se met en place pour une guerre de course au Skagerrak et au Cattégat, avec le Z 15 Erich Steinbrinck et le Z 16 Friedrich Eckoldt. Il ne croise aucun navire étranger. Du 12 au 13 septembre 1939, le destroyer pose des mines en compagnie du Hermann Künne, du Friedrich Ihn, du Erich Steinbrinck et du Richard Beitzen. Le Bruno Heinemann connaît alors un incendie dans la salle des machines tribord qui le met pendant une demi-heure en vue des côtes anglaises avant de pouvoir repartir avec un seul moteur et d'être accompagné par l'Erich Steinbrinck. Durant le retour, il subit des bombardements aériens anglais. Il est ensuite pris en charge par le Leipzig et plus tard le Richard Beitzen puis envoyé en réparation.
Du 10 au 11 janvier 1940, le destroyer pose de nouveau des mines avec le Wolfgang Zenker et l'Erich Koellner devant Cromer. Ils font la même opération le mois suivant devant Happisburgh.
Lors de l'opération Weserübung, le Bruno Heinemann, ainsi que les Paul Jacobi, Theodor Riedel et Friedrich Eckoldt (en remplacement de dernière minute du Hermann Schoemann) et le croiseur Admiral Hipper, partent pour Trondheim. Ils subissent en route de lourds dommages. Après le débarquement des troupes, la perte des pétroliers (en particulier le Stedingen), le mauvais temps et le mauvais état des bateaux empêchent le retour des quatre, seuls le Bruno Heinemann et le Friedrich Eckoldt peuvent partir le 14 avril et arriver à Wilhelmshaven le 16.
À la suite de la réorganisation des destroyers après les pertes en Norvège, le Z 8 Bruno Heinemann intègre la 6e flottille. Du 29 avril au 1er mai, il accompagne la pose de mines par le Roland, le Kaiser, le Preußen et le Cobra, lorsque le torpilleur Leopard entre en collision avec le Preußen et coule. Il fait des missions similaires jusqu'à fin mai et sa révision au chantier Lloyd Werft à Bremerhaven.
À la mi-octobre, le navire est en réparation ; il reçoit un mât tripode, un radar et de nouveaux canons anti-aériens de 20 mm. Après les premiers essais en mer Baltique, il revient de novembre 1940 à mars 1941 au chantier Deschimag à Brême.
Du 4 au 6 avril 1941, le destroyer se dirige avec les Friedrich Ihn et Erich Steinbrinck à Brest et le 19 à La Rochelle. Ils doivent accompagner le retour en Allemagne des navires de convoi Thor et Westerwald ainsi que du croiseur Prinz Eugen. En juin 1941, il va à Bordeaux puis revient au chantier Deschimag. Il retourne en mer Baltique au mois de décembre.
Le 14 janvier 1942, le Z 8 Bruno Heinemann est l'un des destroyers qui protègent le Tirpitz à Trondheim. Il repart ensuite en France par Kiel et son canal pour le transfert de navires lourds de Brest jusqu'en Norvège. Entre Calais et Douvres, il tombe sur deux champs de mines posés par le HMS Plover qui le font couler. Les Paul Jacobi et Richard Beitzen récupèrent 34 marins malgré les bombardements. Cependant, 93 personnes sont tuées dans le naufrage du Bruno Heinemann. Parmi les victimes figure Heinz Stock, le frère de l'abbé Franz Stock, alors aumônier des prisons parisiennes de Fresnes et du Cherche-Midi.

## Commandement
- Du 8 janvier 1938 au 3 décembre 1939: Fregattenkapitän Fritz Berger
- Du 4 décembre 1939 au 14 mai 1940: Korvettenkapitän Georg Langheld
- D'avril 1940 (intérim) au 25 janvier 1942: Korvettenkapitän Hermann Alberts